# خوسيه فاسكيز (لاعب كرة قدم)
خوسيه فاسكيز (بالإسبانية: José Vázquez) هو لاعب كرة قدم أرجنتيني في مركز الدفاع، ولد في 7 ديسمبر 1940 في سان مارتن في الأرجنتين. شارك مع منتخب الأرجنتين لكرة القدم. أما مع النوادي، فقد لعب مع أتلتيكو أتلانتا وتشاكاريتا جيونيورز ونادي راسينغ.

## وصلات خارجية
- خوسيه فاسكيز على موقع قاعدة بيانات كرة القدم.إي يو (الإنجليزية)
- خوسيه فاسكيز على موقع ناشيونال فوتبول تيمز (الإنجليزية)